# Andy Warhol für die Grünen
Andy Warhol für die Grünen ist der Titel eines Plakats in zwei Farbvarianten des US-amerikanischen Künstlers Andy Warhol. Der Entwurf entstand 1979 auf Anregung des deutschen Künstlers Joseph Beuys und sollte die von Beuys mitbegründete Partei „Die Grünen“ beim Wahlkampf zur Bundestagswahl 1980 unterstützen.

## Beschreibung
Die Plakate im Offsetdruck zeigen den vierzeiligen Schriftzug „Andy / Warhol / FÜR DIE / GRÜNEN“ in hellgrüner Schrift auf weißem Hintergrund oder in schwarzer Schrift auf hellgrünem Hintergrund. Ferner sind in schwarz vier identische skizzenhafte Selbstporträts Warhols in leicht unterschiedlichen Größen abgebildet, eines in der rechten oberen Ecke neben dem Vornamen „Andy“, eines etwas unterhalb der Mitte, die Wörter „FÜR“ und „DIE“ teilend, und zwei nebeneinander in der rechten unteren Ecke. Die Plakate habe das Format 39½ × 30 Zoll (100,3 × 76,2 cm, hellgrüne Schrift) und 39¾ × 30¼ Zoll (101 × 76,8 cm, schwarze Schrift).
Die Handschrift auf dem Plakat ist die von Bob Colacello, Herausgeber der Zeitschrift Interview, der Warhols eigene Handschrift nachahmte. Die jeweils vier Porträts Warhols entsprechen der Frontalansicht Warhols aus einem in den späten 1970er Jahren entstandenen Dreifach-Selbstporträt in Graphit auf Papier (heute im Andy Warhol Museum in Pittsburgh).

## Hintergrund
Andy Warhol traf erstmals am 18. Mai 1979 in der Düsseldorfer Galerie von Denise René und Hans Mayer mit Joseph Beuys zusammen. Weitere Treffen folgten noch im selben Jahr in New York und 1981 in der Galerie Bernd Klüser in München und in der Galleria Lucio Amelio in Neapel. Mayer wollte die beiden Künstler anregen, voneinander Porträts anzufertigen. Im Ergebnis fertigte Warhol im folgenden Jahr seine Siebdruckserie Joseph Beuys. Beuys war als Kernkraftgegner und Gründungsmitglied der Partei „Die Grünen“ politisch stark engagiert. Als eine der prägenden Erscheinungen der zeitgenössischen westdeutschen Kunstszene sah Beuys Andy Warhol als seinen US-amerikanischen Gegenpart. Er bat Warhol um ein Plakat für den Wahlkampf der „Grünen“ zur Bundestagswahl 1980. Warhol stimmte zu, obwohl er kaum einen Bezug zur deutschen Politik hatte.
In Andy Warhols Umfeld wurde das Projekt kontrovers diskutiert. Warhols Manager Fred Hughes bestand darauf, dass Warhol den Auftrag „für das Geschäft“ annehmen müsse. Ingeborg zu Schleswig-Holstein, die seinerzeit als „Pringle“ in Warhols Factory arbeitete, war darüber verärgert. Sie erwiderte, die Mitglieder der „Grünen“ seien Kommunisten, und das Geld dürfe nicht über der politischen Überzeugung stehen. Warhol antwortete darauf, Beuys könne unmöglich ein Kommunist sein, seine Tochter wolle ein Model werden.
Allerdings machte Warhol sich auch Sorgen über die möglichen Konsequenzen des Auftrags. Sein Plakat Vote McGovern aus dem Jahr 1972, auf dem er den Wahlaufruf für den demokratischen Präsidentschaftskandidaten George McGovern mit einem satirisch überzeichneten Porträt Richard Nixons kombinierte, war möglicherweise der Anlass für eine Überprüfung durch den Internal Revenue Service. Warhol steigerte sich in seine Besorgnis herein, wohlhabende deutsche Auftraggeber könnten wie „Pringle“ denken, die „Grünen“ könnten wirklich Kommunisten sein und der Internal Revenue Service im Falle eines Wahlsiegs Ronald Reagans neue Probleme machen, oder Beuys könne bei der Ablehnung des Auftrags „verrückt spielen“. Schließlich bat Warhol seinen Bekannten Bob Colacello, in Warhols nachgeahmter Handschrift die Aufschrift des Plakats zu fertigen. So könne er behaupten, er habe nicht gewusst, was vor sich geht.